# Raúl Camargo
Raúl Camargo Fernández (1978) es un político y activista español, diputado de la x legislatura de la Asamblea de Madrid dentro del Grupo Parlamentario de Podemos Comunidad de Madrid.

## Biografía
Nacido el 4 de noviembre de 1978 en Madrid, es vecino de Rivas-Vaciamadrid.
Fue uno de los miembros fundadores del partido Izquierda Anticapitalista (IA), heredero de la corriente trotskista escindida de Izquierda Unida conocida como «Espacio Alternativo», y que presentado a finales de 2008, se inscribió en el registro de partidos políticos en 2009.
En noviembre de 2011 participó en la ocupación simbólica de las oficinas centrales del Banco Santander en la Gran Vía madrileña junto a alrededor de cuatro decenas de personas vinculadas a IA. Camargo hospedó a finales de 2013 en su domicilio la cena, durante la cual, entre pizzas, los participantes del encuentro (Jorge Moruno, Miguel Urbán, Pablo Iglesias y el propio Camargo) decidieron apostar por la creación de lo que se vendría a denominar posteriormente Podemos.

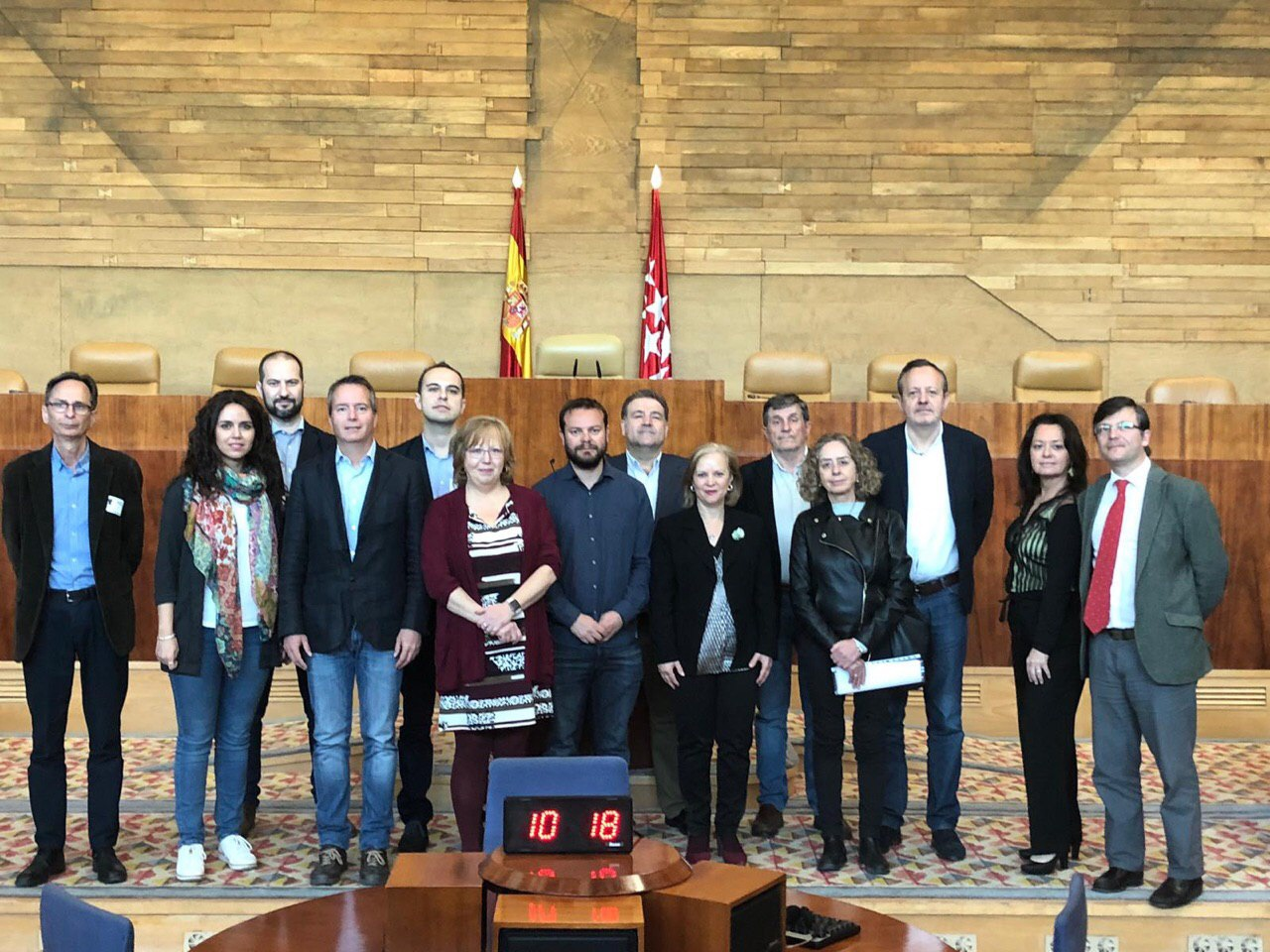
En 2019 en la sede de la Asamblea de Madrid, durante la escenificación de un consenso para la modificación de la ley de la Cañada Real Galiana.

En enero de 2015, el II Congreso de IA decidió la disolución del partido dentro de Podemos transformándose en la asociación Anticapitalistas, declarando Camargo, entonces miembro de la dirección de IA, que «Anticapitalistas va a ser un movimiento que impulsará acciones y debates relacionados con las ideas de cambio social sobre ecología, feminismo, economía etc. Trabajando con las miles de personas cercanas y manteniendo una intervención leal como hasta ahora en Podemos».
Integrado en el número 13 de la lista de Podemos para las elecciones a la Asamblea de Madrid de 2015 encabezada por José Manuel López, resultó elegido diputado de la décima legislatura del parlamento regional.
En marzo de 2019 promovió junto a Rommy Arce la escisión de Anticapitalistas de Podemos en la Comunidad de Madrid y el registro de un nuevo partido de ámbito regional, «Anticapitalistas Madrid», para tener así «voz y espacio político propio».